# Ted Cremer
Jacob Thedoor „Ted“ Cremer (* 1. April 1902 in Amsterdam; † 26. August 1979 in New York City, Vereinigte Staaten) war ein niederländischer Steuermann im Rudern.

## Karriere
Ted Cremer wurde als Steuermann des niederländischen Achters 1924 Europameister. Darüber hinaus nahm er an den Olympischen Sommerspielen 1924 teil. Mit dem niederländischen Boot schied er in der Achter-Regatta jedoch in der ersten Runde aus.